# FN F2000
FN F2000 — бельгийский автомат, разработанный фирмой FN Herstal по системе булл-пап. FN F2000 впервые был представлен в 2001 году. Это оружие предназначено для выполнения боевых задач в современных локальных военных конфликтах. Разработан в конце 90-х годов, серийно производится с 2001—2002 годов.

## Система
Автоматика F2000 действует за счёт отвода пороховых газов, запирание ствола осуществляется поворотом затвора. Компоновка — булл-пап. Благодаря запатентованной схеме фронтальной экстракции стреляных гильз (гильзы выпадают наружу практически у дульного среза) решается основная проблема оружия подобной компоновки — невозможность использования оружия стрелком-левшой из-за попадания стреляных гильз в лицо. При этом оружие может использоваться как левшами, так и правшами без переделок в отличие от Steyr AUG или FAMAS. Переводчик режимов огня находится внутри спусковой скобы, а предохранитель — непосредственно под ней, также обеспечивает «двусторонность» системы. В данный момент ведётся разработка модификации под специальный подствольный дробовик.
В качестве материалов корпуса применяются полимеры, цевьё — пластиковое, легкосъёмное, на место которого могут устанавливаться различные дополнительные модули: лазерный целеуказатель, фонарь, 40-мм гранатомёт, «нелетальный» модуль М303, предназначенный для стрельбы капсулами, содержащими краску или слезоточивый газ. В перспективе по требованию заказчика возможна установка других модулей.
Стандартный прицел — оптический кратности 1.6Х с широким полем зрения. Он может быть быстро заменён на любой другой прицел, имеющий соответствующие крепления, например, специальный компьютеризированный модуль управления огнём. Этот модуль включает в себя лазерный дальномер и баллистический вычислитель, выставляющий прицельную марку прицела как для стрельбы из самого автомата, так и из подствольного гранатомёта (если он установлен), основываясь на данных о дальности до цели. С таким модулем F2000 можно рассматривать как более дешёвый аналог американской системы OICW.

## Варианты
- F2000 Tactical — аналогичен стандартной модели, однако лишён оптического прицела, вместо которого установлена дополнительная направляющая типа планка Пикатинни, а также открытые прицельные приспособления.
- FS2000 — гражданская самозарядная модификация, представленная в июне 2006 года. Оснащена удлинённым стволом с пламегасителем и шагом нарезов 1:7. Крепление для штыка отсутствует. Также как и версия Tactical оснащается планкой Пикатинни и открытым прицелом вместо оптического.
- FS2000 Standard — отличается от FS2000 наличием оптического прицела.

## Страны-эксплуатанты
- Бельгия: используется подразделениями специального назначения бельгийской армии[6].
- Индия: используется «Специальным отрядом защиты» (англ. Special Protection Group)[7].
- Ливия: приобрела некоторое количество автоматов у FN Herstal вместе с различными системами летального и нелетального воздействия в 2008 году, поставка была запланирована на апрель 2009 года, однако была заморожена из-за опасений касательно распространения оружия в «нестабильные» страны[8][9].
- Пакистан: специальные подразделения[10].
- Перу: специальные подразделения[10].
- Польша: в ограниченном использовании подразделением GROM[11][12].
- Саудовская Аравия: с 2005 года 55 000 автоматов используется национальной гвардией[13][14].
- Словения: В июне 2006 года министерство обороны Словении подписало контракт на поставку 6 500 автоматов F2000 с подствольным гранатомётом GL1 в качестве нового стандартного пехотного оружия словенской армии[15][16], перевооружение было завершено в конце 2007 года. Вариант автомата для Словении был создан на основе F2000 Tactical и получил обозначение F2000 S. К 2012 году Вооружённые силы Словении планируют снабдить автоматами F2000 S также и подразделения резерва (в итоге заказ составит 14 000 автоматов)[17].
- Хорватия: Хорватская армия испытывала F2000 в 2006 году. На данный момент данный автомат состоит на вооружении только батальона специальных операций (примерно 100 экземпляров)[18].
- Чили: подразделения специального назначения чилийской армии[10].

## В культуре
- В серии игр S.T.A.L.K.E.R. автомат выведен под названием ФТ 200М. В игре используются стандартные для оружия патроны 5,56×45 мм НАТО и подствольный гранатомёт калибра 40 мм; оружие обладает высокой кучностью и точностью, а также малой отдачей, но появляется только на позднем этапе игры, им вооружены элитные бойцы группировки "Монолит"[19].
- В серии игр Tom Clancy's Splinter Cell автомат, основанный на FN F2000 Tactical, является базовым вооружением протагониста. В зависимости от части серии название может меняться на SC3000 или SC-20K. Автомат использует базовые патроны 5,56×45 мм НАТО, зачастую имеет модификации в виде глушителя, оптического прицела (прицел в данном случае не соответствует версии FS2000 Standart) и подствольного 40-мм гранатомета.[20]
- В тактическом шутере Tom Clancy's Rainbow Six Siege автомат присутствует в экипировке оперативника под позывным «Zero», который является также протагонистом серии Tom Clancy's Splinter Cell. Автомат представлен под названием SC3000K и основан на FN F2000 Tactical. В игре автомат использует патроны .300 AAC Blackout.[21]
- В серии игр Battlefield появляется под названием F2000 и представлен во всех частях с сеттингом современной войны, кроме Battlefield 2042. В зависимости от конкретной части серии как референс используется как F2000 Tactical, так и FS2000 Standart. Тактико-технические характеристики также меняются из части в часть, сохраняя при этом приблизительно верные характеристики реальной модели автомата.[22]
- Стандартная модель появляется в художественном фильме «Терминатор: Да придет спаситель» (2009). Автомат используется моделью Т-600 при патрулировании территории базы Skynet.[23]
- В игре Arena Breakout и Arena Breakout Infinite присутствует FN F2000 в классе автомата.
- В игре STALCRAFT: X присутствует в качестве бартерного оружия в линейки автоматов, бартерится на базах северных группировок, имеется также версия Tactical с планками Пикатинни под лазеры и рукоятку.

## Галерея

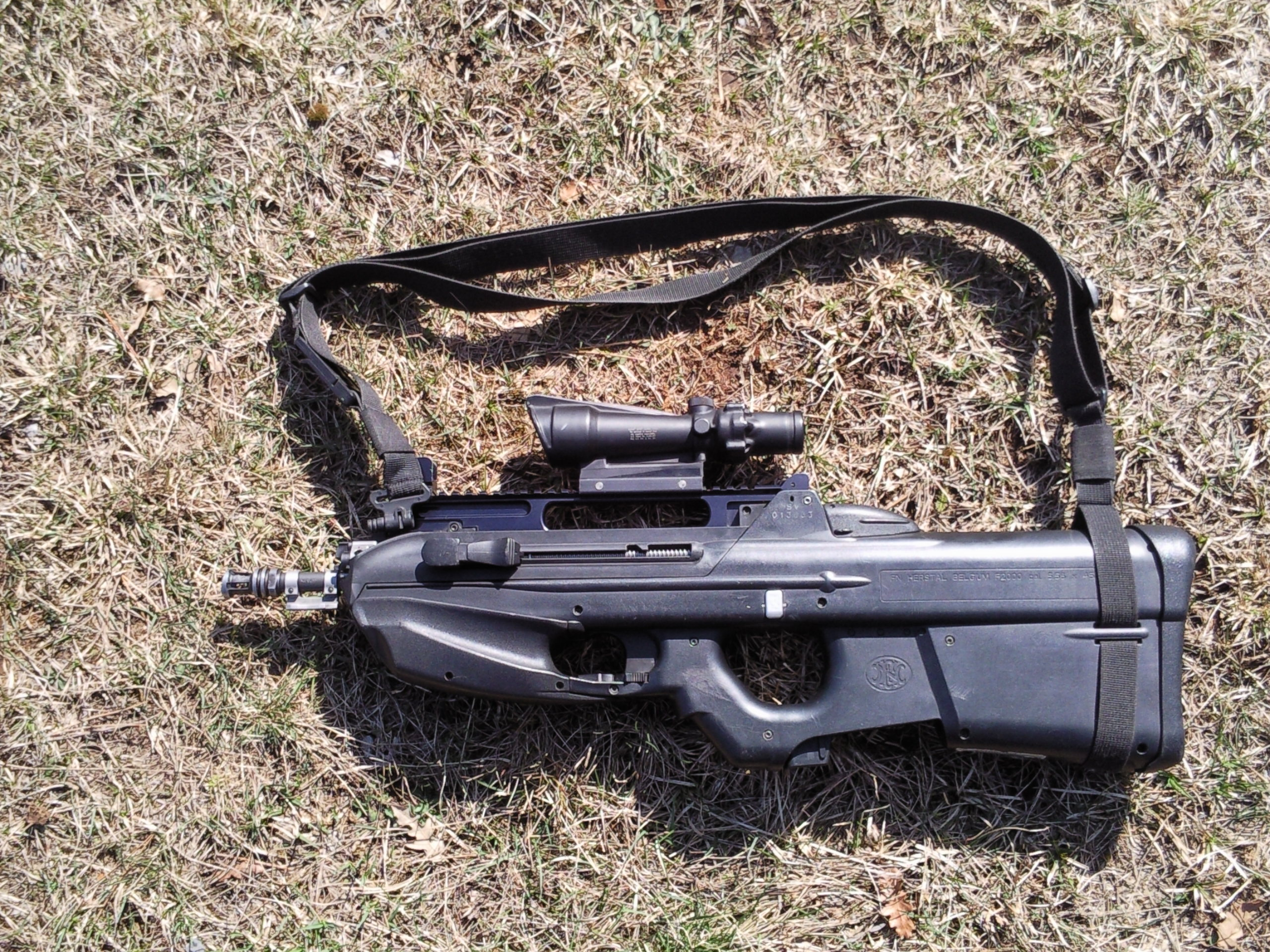
F2000 Tactical с ACOG
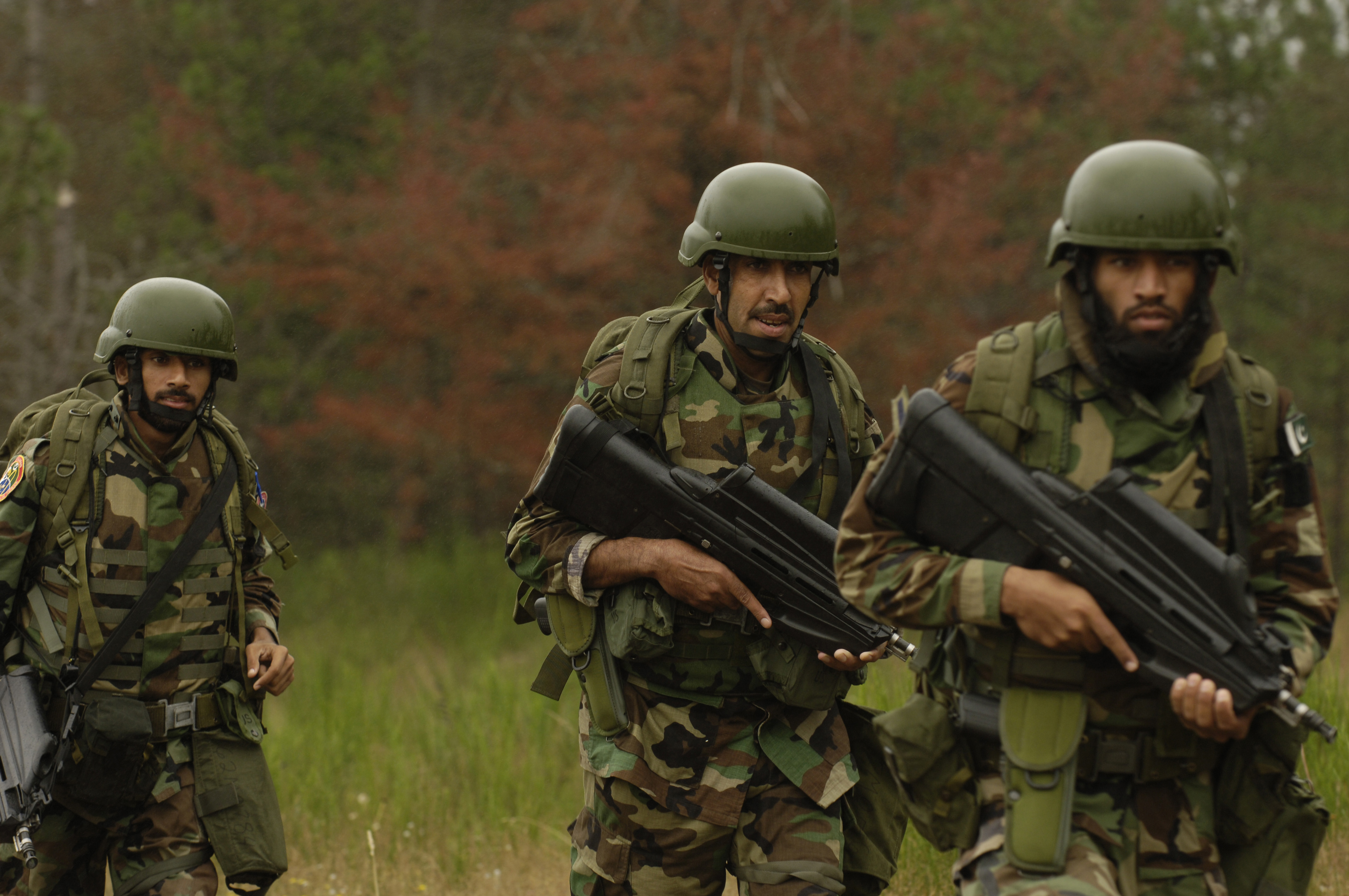
Солдаты ВВС Пакистана с F2000
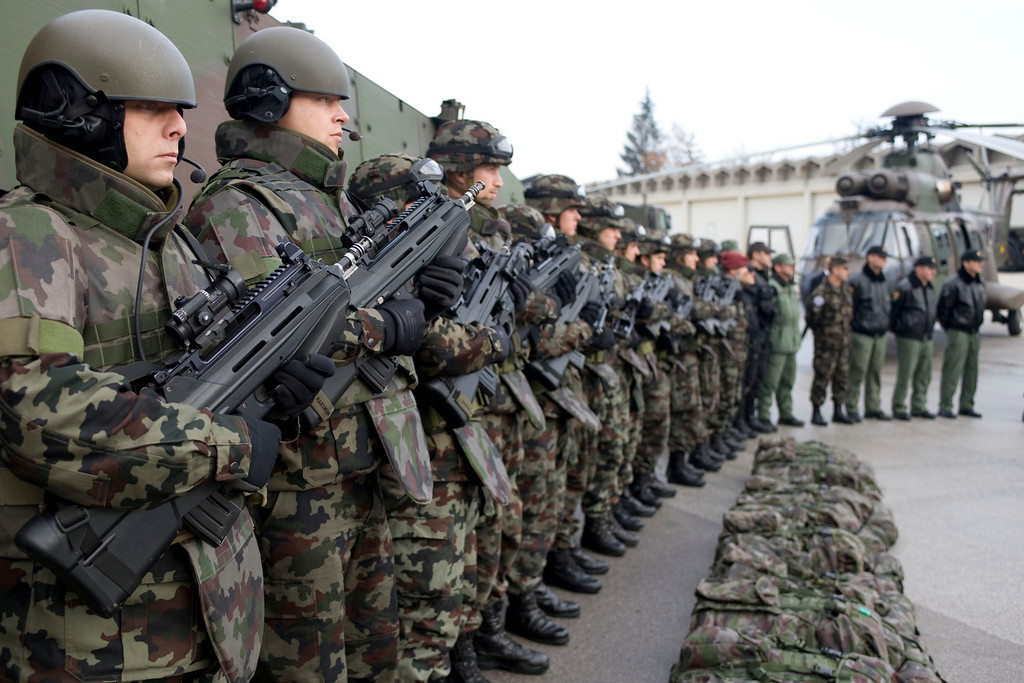
Солдаты Словении с F2000
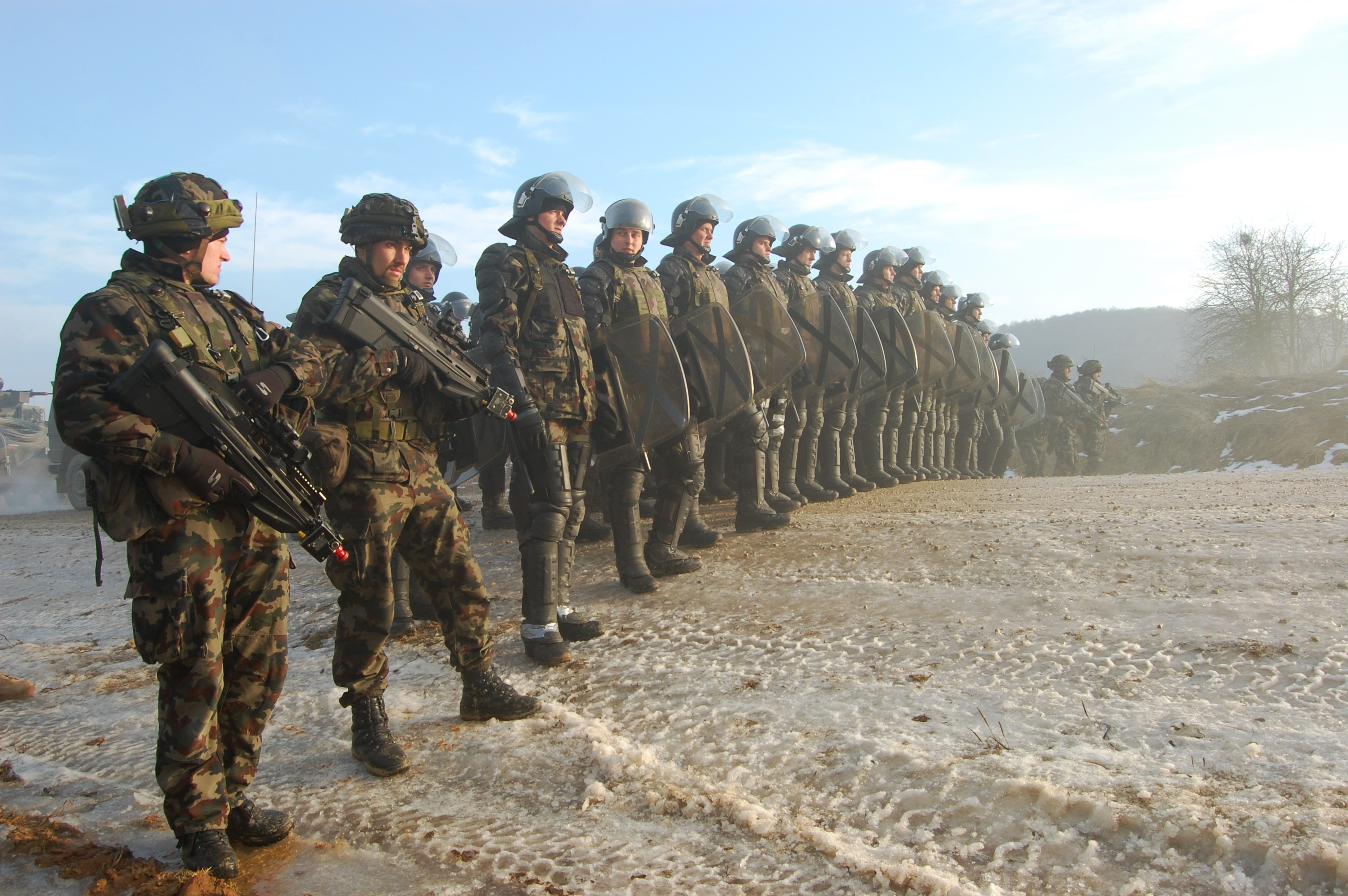
Солдаты Словении с F2000